# Ланьяско
Ланьяско (итал. Lagnasco) — коммуна в Италии, располагается в регионе Пьемонт, в провинции Кунео.
Население составляет 1332 человека (2008 г.), плотность населения составляет 78 чел./км². Занимает площадь 17 км². Почтовый индекс — 12030. Телефонный код — 0175.
Покровительницей коммуны почитается Пресвятая Богородица (Santa Maria), празднование в Духов день.

## Демография
Динамика населения:

## Администрация коммуны
- Официальный сайт: http://www.comune.lagnasco.cn.it/